# Adrian Wewer

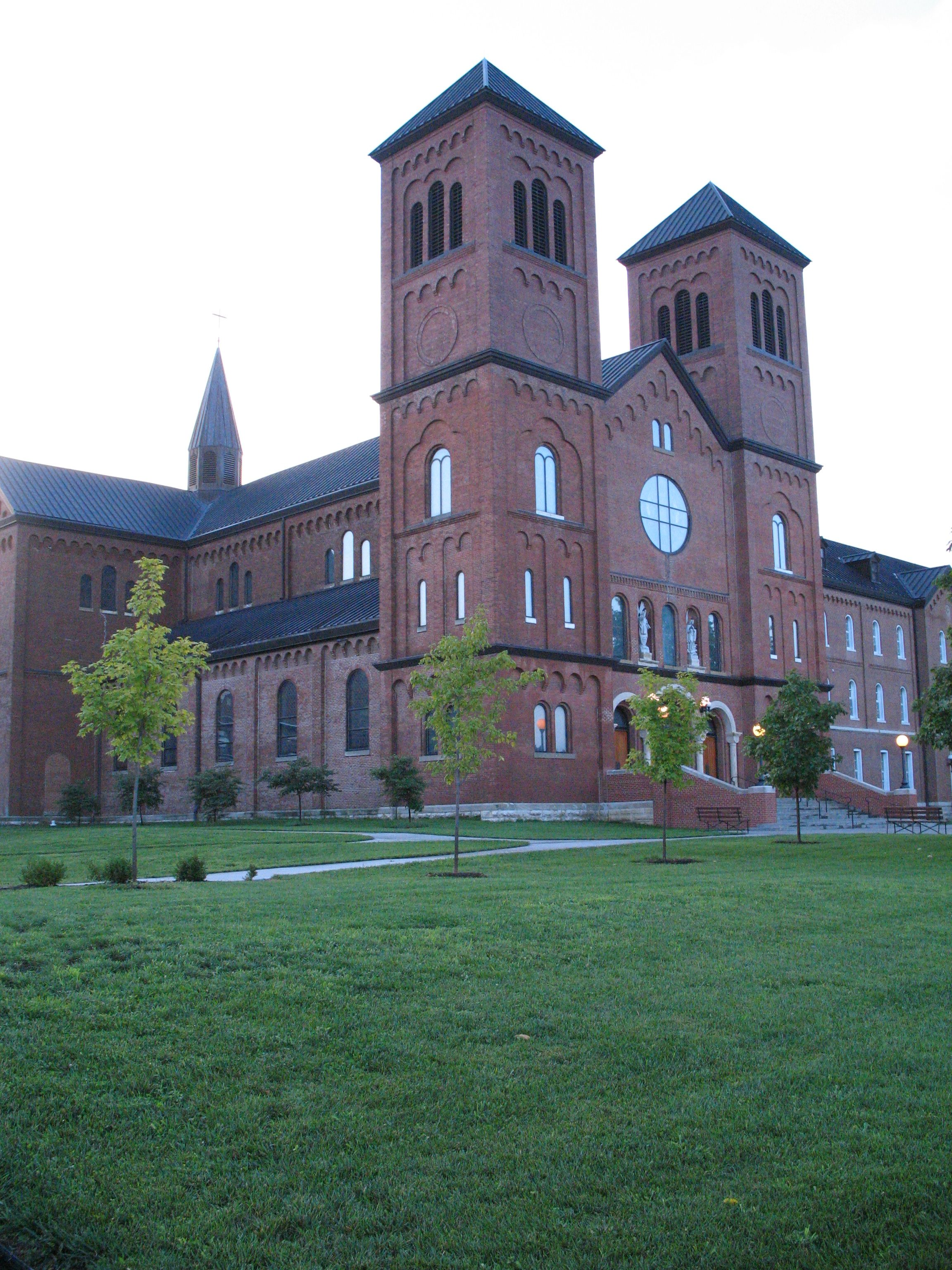
Die Conception Abbey in Missouri

Adrian Wewer OFM (* 14. April 1836 in Harsewinkel; † 15. März 1914 in San Francisco; genannt Bruder Adrian Wewer) war ein deutscher Mönch, der durch seine Kirchenbauten in den USA Bedeutung erlangte.

## Leben
Geboren als Antonius Wewer trat er 22-jährig in den Franziskaner-Orden ein. Als Bruder Adrian legte er 1858 sein Ordensgelübde und Profess im Franziskaner-Kloster in Warendorf ab.
Auf Bitte von Bischof Henry Damian Junker von Alton, Illinois, sollten Mönche nach Amerika kommen, um die Arbeit in der Diözese von Alton aufzunehmen. 1862 reiste Bruder Adrian mit vier anderen Mönchen von Wiedenbrück nach Amerika. Bruder Adrian war ein ausgezeichneter Tischler und entwarf mit anderen Brüdern gotische Altäre und andere Möbel für die erste St.-Franziskus-Kirche in Quincy.
Er war einer der bedeutendsten Kirchenbauer in Amerika und entwarf bis 1900 mehr als 100 Kirchengebäude von New York über Kalifornien bis nach Oregon.

## Bauwerke
- Conception Abbey im Nodaway County, Missouri (Grundsteinlegung 1883, Kirchweihe 1891)